# Maximin-Test
Ein Maximin-Test ist ein spezieller statistischer Test in der Testtheorie, einem Teilgebiet der mathematischen Statistik. Anschaulich ist ein Maximin-Test ein Test, bei dem die höchstmögliche Wahrscheinlichkeit für einen Fehler zweiter Art kleiner ist als die jedes weiteren Tests zu einem vorgegebenen Niveau. Vorteil von Maximin-Tests im Vergleich zu beispielsweise gleichmäßig besten Tests ist, dass erstere bereits unter deutlich schwächeren Zusatzannahmen existieren und somit ein handlicheres Optimalitätskriterium liefern.

## Definition
Gegeben sei ein (nicht notwendigerweise parametrisches) statistisches Modell {\displaystyle ({\mathcal {X}},{\mathcal {A}},(P_{\vartheta })_{\vartheta \in \Theta })} sowie eine disjunkte Zerlegung der Indexmenge {\displaystyle \Theta } in Nullhypothese {\displaystyle \Theta _{0}} und Alternative {\displaystyle \Theta _{1}}.
Sei {\displaystyle {\mathcal {T}}_{\alpha }} die Menge aller statistischen Tests zum Niveau {\displaystyle \alpha }. Ein {\displaystyle \psi \in {\mathcal {T}}_{\alpha }} heißt ein Maximin-Test zum Niveau {\displaystyle \alpha }, wenn
{\displaystyle \inf _{\vartheta \in \Theta _{1}}\operatorname {E} _{\vartheta }\psi =\sup _{\phi \in {\mathcal {T}}_{\alpha }}\inf _{\vartheta \in \Theta _{1}}\operatorname {E} _{\vartheta }\phi }
gilt.

## Interpretation
Für fixiertes {\displaystyle \vartheta \in \Theta _{1}} ist {\displaystyle \operatorname {E} _{\vartheta }\psi } die Trennschärfe des Tests {\displaystyle \psi } an der Stelle {\displaystyle \vartheta }. Somit ist
{\displaystyle \inf _{\vartheta \in \Theta _{1}}\operatorname {E} _{\vartheta }\psi }
die untere Schranke der Trennschärfe des Tests {\displaystyle \psi } und somit die obere Schranke für die Wahrscheinlichkeit, einen Fehler zweiter Art zu machen.
Somit ist ein Maximin-Test ein Test, bei dem diese Worst-Case-Wahrscheinlichkeit für einen Fehler zweiter Art kleiner oder gleich ist als bei jedem anderen Test.

## Existenz
Die Existenz von Maximin-Tests lässt sich unter recht schwachen Voraussetzungen zeigen. Zentrales Hilfsmittel hierzu ist die schwache Konvergenz und die Schwach-*-Konvergenz in {\displaystyle L^{1}} und {\displaystyle L^{\infty }}.
Zentrale Aussage ist, dass wenn ein σ-endliches Maß {\displaystyle \mu } existiert, so dass {\displaystyle (P_{\vartheta })_{\vartheta \in \Theta _{0}}} oder {\displaystyle (P_{\vartheta })_{\vartheta \in \Theta _{1}}} von diesem Maß dominiert werden, ein Maximin-Test zum Niveau {\displaystyle \alpha } existiert.